# Pedras de Fogo
Pedras de Fogo là một đô thị thuộc bang Paraíba, Brasil. Đô thị này có diện tích 401,12 km², dân số năm 2007 là 26111 người, mật độ 65,1 người/km².